# Kaster
Kaster is een dorpje in de Belgische provincie West-Vlaanderen en een deelgemeente van Anzegem, het was een zelfstandige gemeente tot aan de gemeentelijke herindeling van 1977.

## Geschiedenis
Omstreeks 1920 werden schrabbers en pijlpunten uit het neolithicum aangetroffen. Hoewel de plaats doorsneden werd door de Romeinse heerweg van Bavai naar Oudenburg en ook de plaatsnaam Kaster van het Romeinse woord castrum afkomstig schijnt, werden nog geen resten van een Romeins legerkamp aangetroffen, hoewel er vondsten van Romeinse munten, scherven en stukken dakpan werden aangetroffen. In 1977 en daarna werden ook resten van een Romeinse nederzetting aangetroffen.
In 1075 werd Kaster voor het eerst schriftelijk vermeld, als Castra. Daarbij werd Arnoldus de Castra als eerst bekende heer vermeld. De heerlijkheid was afhankelijk van de Abdij van Corbie. In 1559 wist Godfried van Bocholt de heerlijkheid te bemachtigen om deze later met veel winst terug te verkopen aan de Abdij.
Door de godsdiensttwisten einde 16e eeuw werd Kaster zwaar getroffen, mede door de strategische ligging nabij de Schelde. Ook de tweede helft van de 17e eeuw bracht oorlogsellende met zich mee, eerst waren het invallen door de Fransen, en daarna kwam de Negenjarige Oorlog, waarbij keurvorst Maximiliaan II Emanuel van Beieren in 1695 een kamp opsloeg te Kaster, waar 50.000 manschappen gelegerd waren.
In de loop van de 18e eeuw werd de infrastructuur aanzienlijk verbeterd, waarbij wegen werden verhard en bruggen over de Schelde werden gebouwd.
Tijdens de Eerste Wereldoorlog werd te Kaster een Duits vliegveld aangelegd, maar bombardementen vonden pas plaats in 1918, toen de Duitse troepen zich terugtrokken.

## Demografische ontwikkeling
- Bronnen:NIS, Opm:1831 tot en met 1970=volkstellingen; 1976 = inwoneraantal op 31 december

## Bezienswaardigheden
- De neoclassicistische Sint-Pieterskerk dateert uit 1819.
- Enkele bekende landgoederen zijn het goed te Bassegem, het goed te Wouffleghem, het goed ter Haegen, het Goed te Corbie en het goed te Butsegem, herenhoeve 18e eeuw, waar nu The Country House is gevestigd.
- Op het kerkhof bevindt zich een perk met 17 Britse gesneuvelden uit de Tweede Wereldoorlog. Bij de Commonwealth War Graves Commission staan ze geregistreerd onder Kaster Churchyard.[1]
- De Stampkotmolen

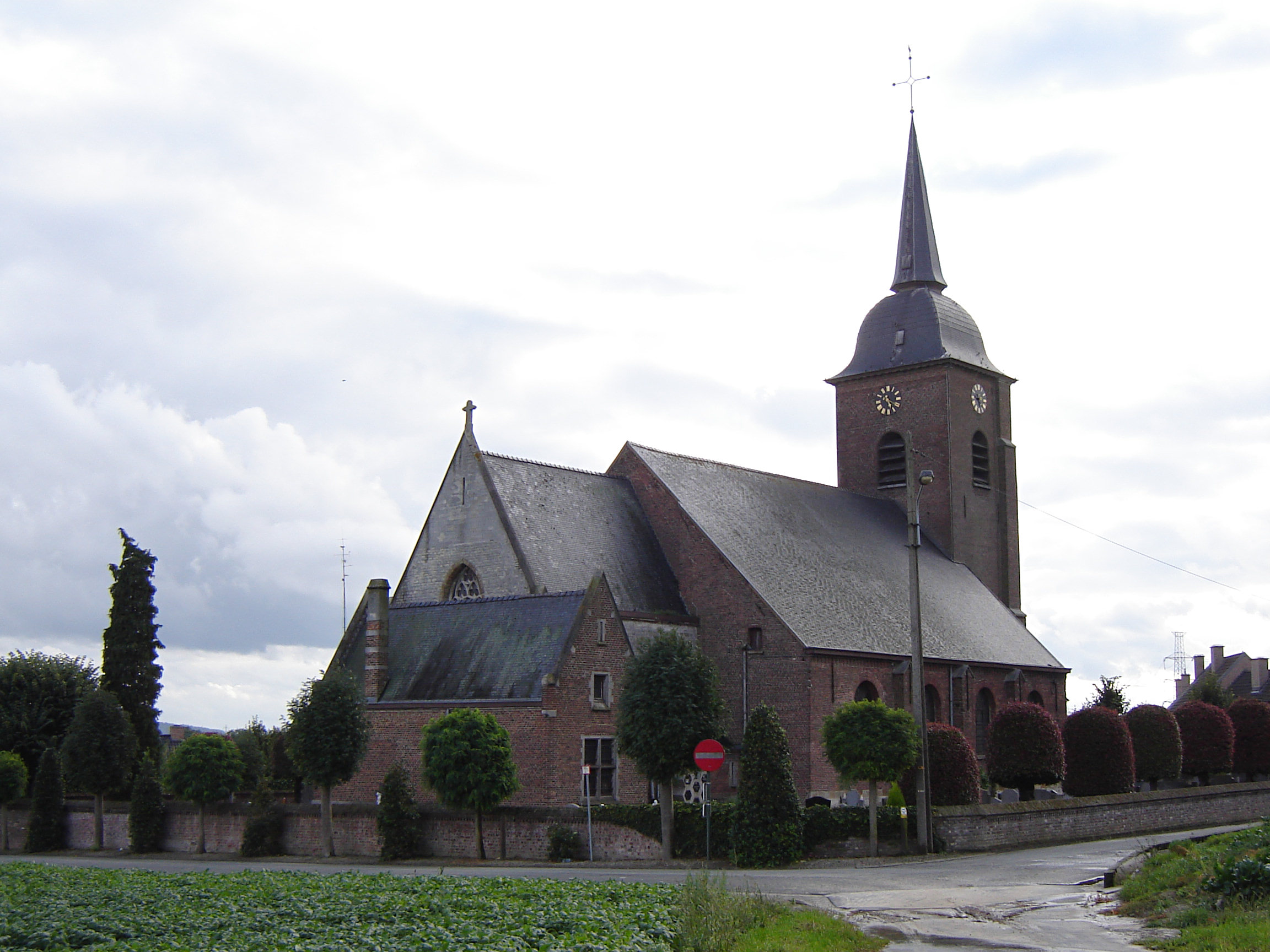
Sint-Petruskerk
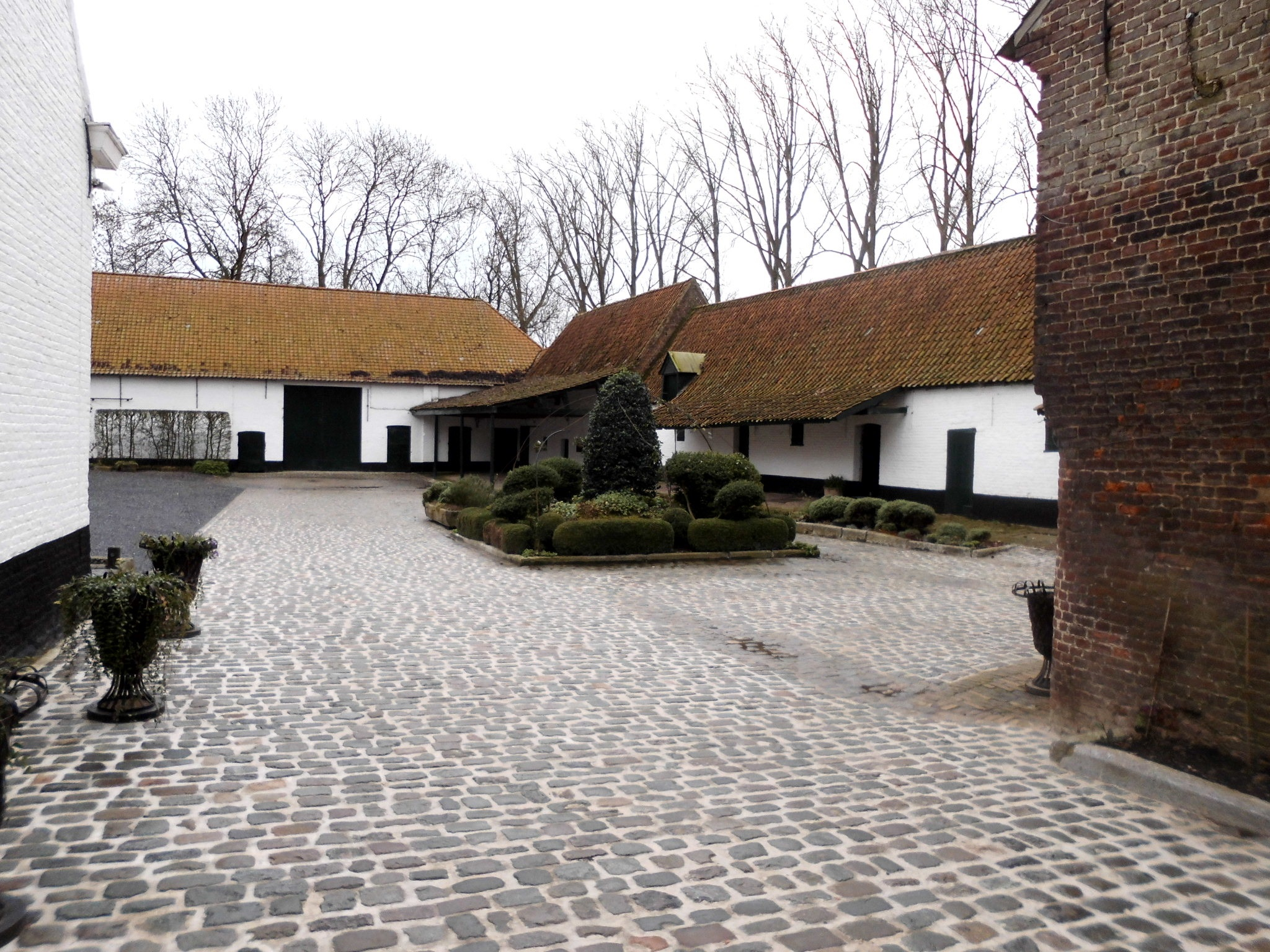
Goed te Corbie (2016)
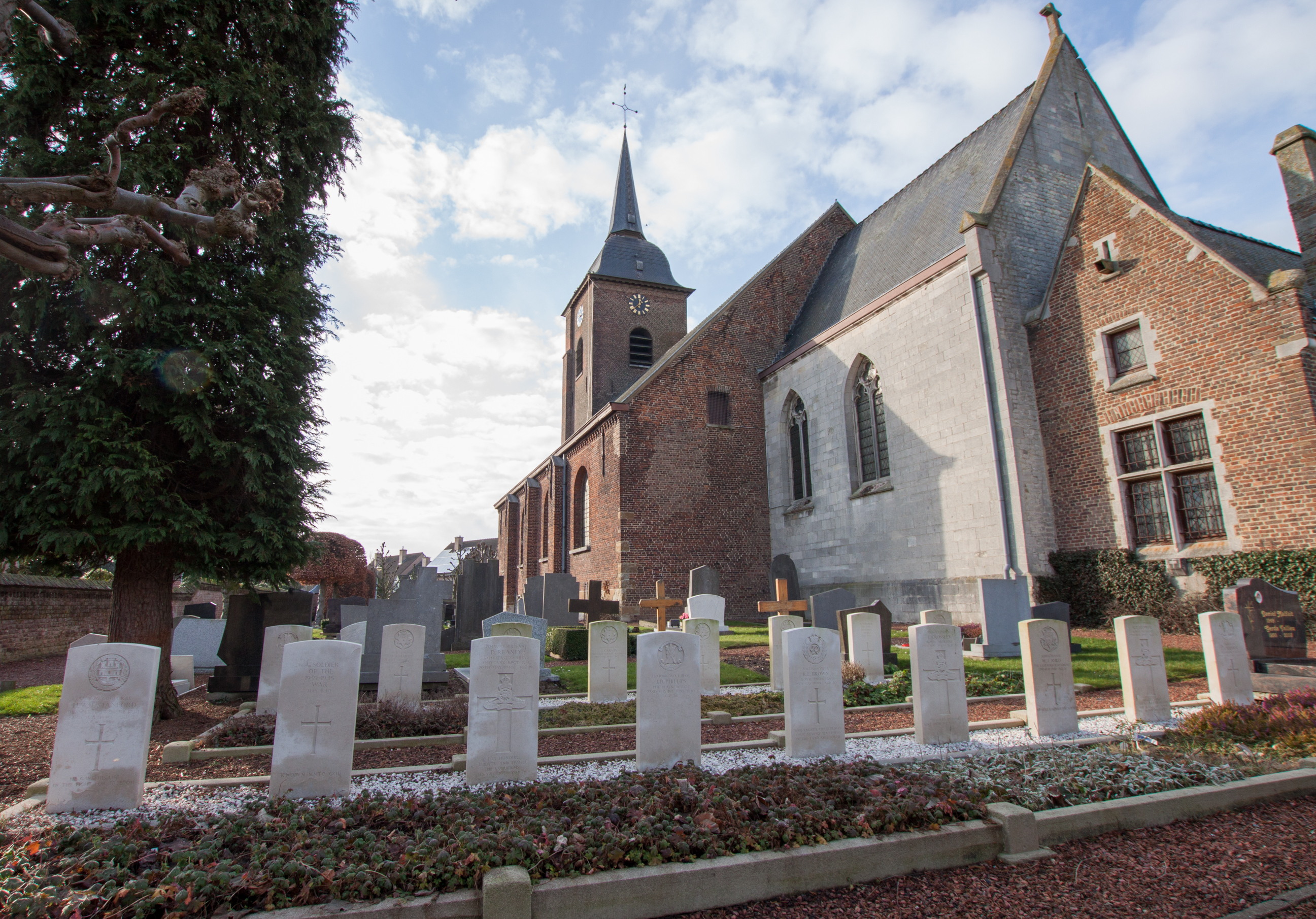
Kaster Churchyard
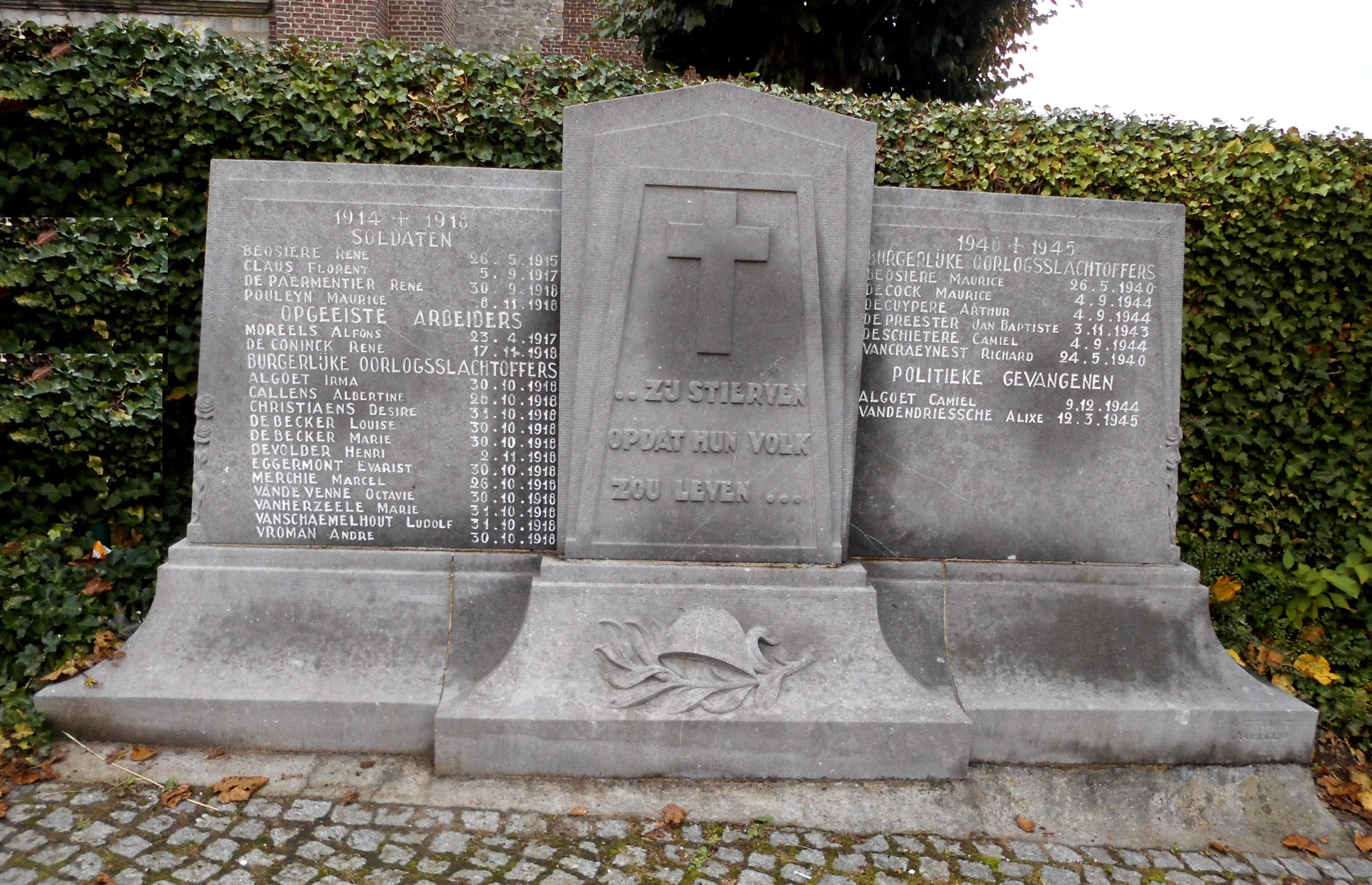
Oorlogsmonument WWI en II
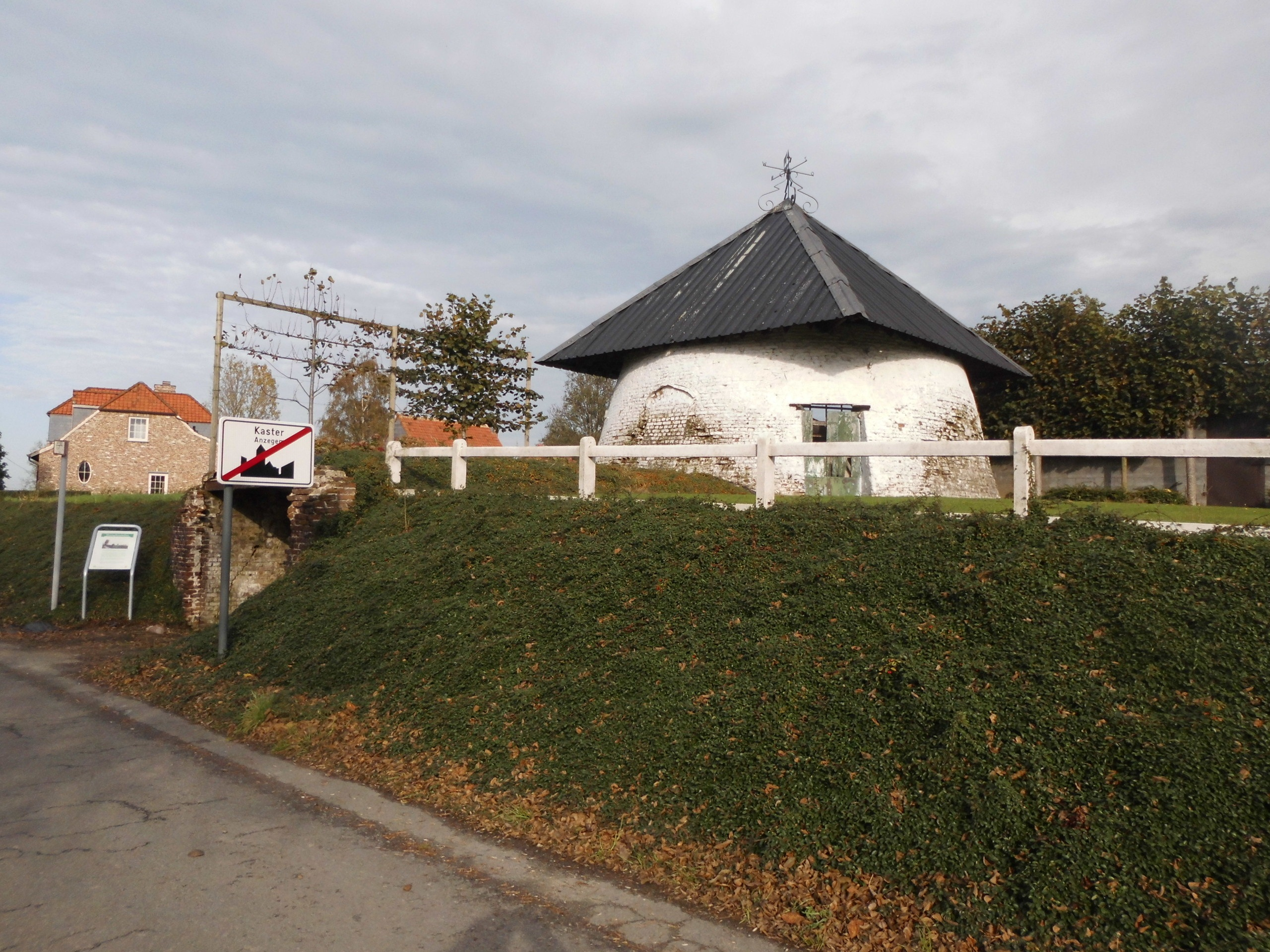
Stampkotmolen

## Natuur en landschap
Kaster ligt op de zuidelijke helling van een oost-west georiënteerde heuvelrug die hier een maximale hoogte heeft van ruim 53 meter. Naar het zuidoosten loopt het niveau af naar de Schelde. In het westen ligt het Bassegembos. De Kasterbeek en de Nederbeek stromen in dit gebied.

## Sport
- De Varentstraat is een kasseistraat die zowel door Kerkhove als door Kaster loopt, ook wel bekend als de hel van Kaster. Deze straat is een restant van een heirbaan die vroeger door Kaster liep. Wielerwedstrijden zoals de Ronde van Vlaanderen, de E3 Harelbeke en andere voorjaarsklassiekers gebruiken of gebruikten deze straat als schiftingsproef. Recent werd deze straat gerestaureerd omdat het wegdek in te slechte staat was geraakt.

## Politiek

### Burgemeesters
Een overzicht van de burgemeesters van Kaster, tot de fusie met Anzegem:
- 1800-1806: Jean-Baptiste Deman
- 1806-1821: Jan Standaert
- 1821-1827: Petrus Deschietere
- 1828-1836: Martin Teirlinck
- 1836-1852: Franciscus Detollenaere
- 1852-1875: Joannes-Baptista Vandamme
- 1875-1882: Petrus-Franciscus Gerniers
- 1882-1894: Edward Van Cauwenberghe
- 1894-1939: Victor Gerniers
- 1939-1946: Maurice Ardenois
- 1946-1957: Odon Platteau
- 1958-1976: Joël De Stoop

## Nabijgelegen kernen
Kerkhove, Gijzelbrechtegem, Tiegem, Elsegem

## Niet te verwarren met
- Kaster (Bedburg) in Duitsland.

Deelgemeenten: Anzegem · Gijzelbrechtegem · Ingooigem · Kaster · Tiegem · Vichte

Overige plaatsen: Heirweg

Belgische gemeenten · Arrondissement Kortrijk · West-Vlaanderen · Vlaanderen